# 에버 앤더슨
에버 앤더슨(영어: Ever Anderson, 2007년 11월 3일 ~ )은 미국의 배우, 모델이다. 영화 감독 폴 W. S. 앤더슨과 배우 밀라 요보비치의 딸이다.
2016년 부모님이 제작한 영화 《레지던트 이블: 파멸의 날》에서 인공지능 '붉은 여왕'으로 데뷔했다. 이 역할은 어머니가 맡은 앨리스 역의 복제인간을 바탕으로 한 인공지능이라는 설정이다. 마블 스튜디오 영화 《블랙 위도우》에서는 주인공 나타샤 로마노바(스칼렛 요한슨 분)의 어린 시절 역으로 출연하였다.
2020년에 디즈니 실사 영화 《피터 팬 & 웬디》에서 여주인공 웬디 달링 역으로 캐스팅되었다.

## 출연 작품
| 연도 | 제목                     | 원제                             | 배역                      | 비고               |
| ---- | ------------------------ | -------------------------------- | ------------------------- | ------------------ |
| 2008 | 레지던트 이블: 파멸의 날 | Resident Evil: The Final Chapter | 붉은 여왕 / 얼리샤 마커스 | 밀라 요보비치 아역 |
| 2021 | 블랙 위도우              | Black Widow                      | 나타샤 로마노바           | 스칼렛 요한슨 아역 |
| 2023 | 피터팬 & 웬디            | Peter Pan & Wendy                | 웬디 달링                 |                    |